# Einsiedelkirche (Kötschach)

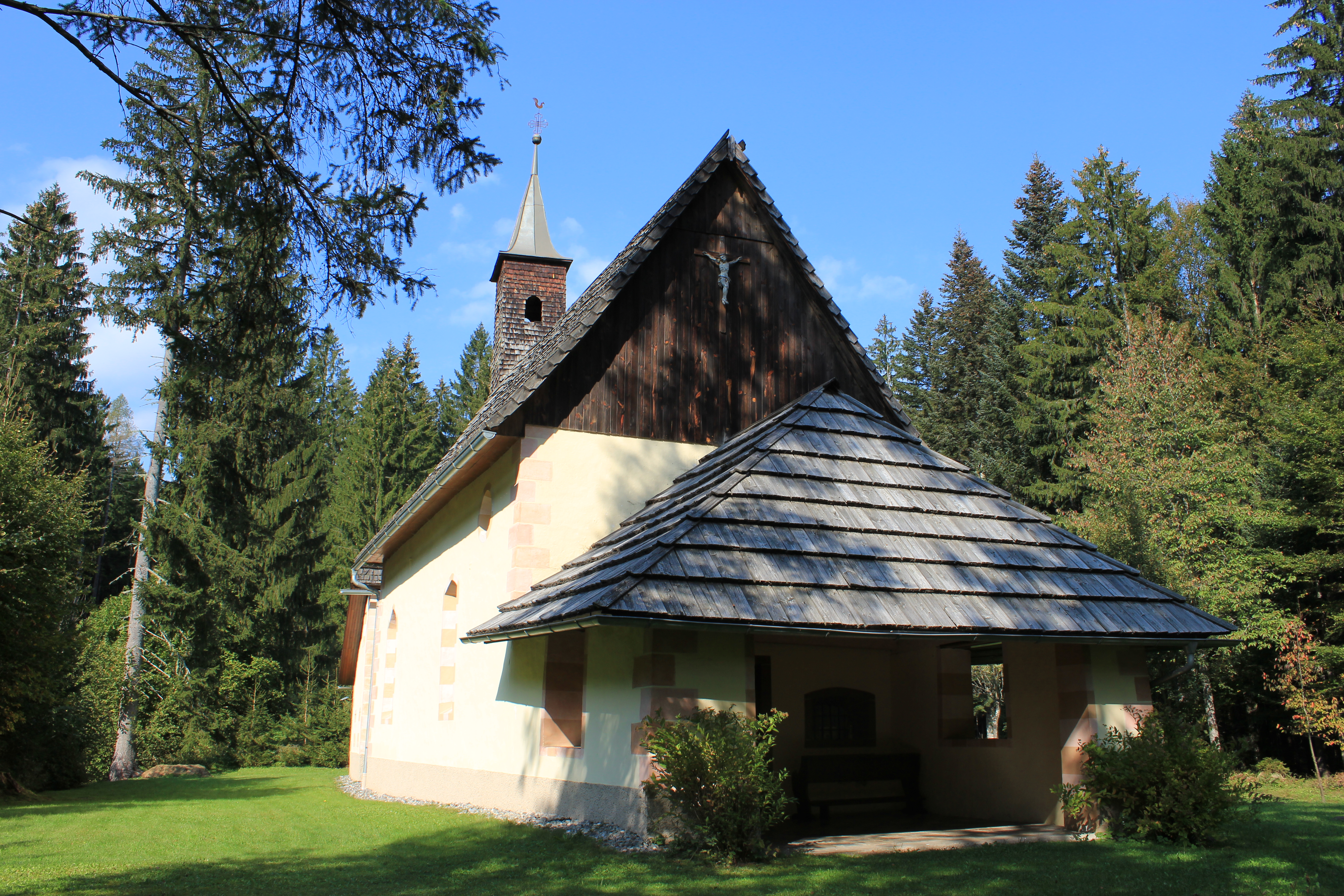

Die Einsiedelkirche steht in einer Waldlichtung oberhalb von Kötschach in der Gemeinde Kötschach-Mauthen. Die römisch-katholische Filialkirche von Kötschach wurde 1720 erbaut und 1729 dem heiligen Johannes Nepomuk geweiht.
Dem kleinen Langbau mit Dreiviertelschluss, Dachreiter und großer Vorhalle in Schiffsbreite ist östlich des Chores eine Sakristei angefügt. Über dem Langhaus wölbt sich eine Tonne mit Stichkappen. Im Langhaus ist eine hölzerne Westempore eingebaut. Die barocken Deckengemälde wurden restauriert. Ein eingezogener, spitzbogiger Triumphbogen verbindet das Langhaus mit dem Chor.
Der Altar mit vorschwingenden Seiten wurde 1742 geschaffen. Am Mittelbild ist der heilige Johannes Nepomuk zu sehen, am Aufsatzbild die Muttergottes mit Kind. Am Altar sind vier Heiligenstatuetten aufgestellt.